# Lista de episódios de Fábrica de Estrelas
Lista de episódios de Fábrica de Estrelas, um série de televisão brasileira em formato reality show exibida pelo canal Multishow. Estrelado pelo produtor musical Rick Bonadio, o programa mostra o dia a dia da equipe do estúdio de gravação Midas Music, acompanhando os bastidores das gravações e produções com grandes artistas da música brasileira como Manu Gavassi, Luiza Possi, Rouge e NX Zero.
Durante a primeira temporada também aconteceu a formação uma nova girl band, onde 4 mil garotas enviaram vídeos para participar da primeira seleção, sendo retiradas 120 garotas para as audições pessoalmente. Na segunda fase as selecionadas foram divididas em quatro grupos e passaram por um teste de dança e vocal, onde onde sairiam as 25 escolhidas, posteriormente divididas em cinco grupos condizentes com suas personalidades – Princesinha, Moleca, Guerreira, Sexy e Surpresa. Durante as audições, as garotas passaram por diversos testes como workshop de expressão corporal, aulas de dança, gravação de músicas em estúdio, testes de vídeo e fotografia. As 8 finalistas realizaram uma apresentação final, onde as cinco vencedoras formaram o grupo Girls.

## Temporadas
| Temporada | Temporada | Episódios | Exibição             | Exibição               |
| Temporada | Temporada | Episódios | Estreia de temporada | Final de temporada     |
| --------- | --------- | --------- | -------------------- | ---------------------- |
|           | 1         | 26        | 1 de abril de 2013   | 23 de setembro de 2013 |

## Lista de episódios

### 1ª Temporada: 2013
| # S | # T | Título                                                                 | Produção | Data                   |
| --- | --- | ---------------------------------------------------------------------- | -------- | ---------------------- |
| 1 | 1   | "Fernando e Sorocaba / Girl Band"                                      | Floresta | 1 de abril de 2013     |
| Rick Bonadio, Hélio Leite e Luka Salomão dão início à primeira fase da escolha da nova girl band e começam a assistir os vídeos de inscrição para selecionar as melhores entre 4 mil inscritas. A dupla Fernando & Sorocaba se reune com os guitarristas e compositores Andreas Kisser, da banda Sepultura, e Denis Mendes, do Vowe, para criar a canção "Voa, Voa", que mistura rock com sertanejo. Rick e Manu Gavassi tem uma séria reunião sobre rumos da carreira da cantora. |     |                                                                        |          |                        |
| 2 | 2   | "A volta do Rouge"                                                     | Floresta | 8 de abril de 2013     |
| A seleção dos vídeos das candidatas da girl band continua. Após sete anos do encerramento da banda, as cinco integrantes do Rouge dão depoimentos sobre a época do grupo. É promovido um reencontro entre quatro delas para compor uma nova canção, "Tudo É Rouge". Pórém, em reunião, Luciana Andrade decide não fazer parte do projeto. |     |                                                                        |          |                        |
| 3 | 3   | "Tudo é Rouge"                                                         | Floresta | 15 de abril de 2013    |
| Mais alguns dias de seleção dos vídeos para a nova girl band é exibido. Rick Bonadio visita algumas candidatas selecionadas e liga para outras para dar a notícia. O Rouge finaliza a composição da faixa "Tudo é Rouge" e entra em estúdio para grava-la. A integrante Karin Hils sugere compor uma canção que contasse a real história difícil delas até ali, porém Rick se mostra contra e os dois entram em conflito. O grupo decide tornar real a sugestão de Karin e planejam uma segunda música. |     |                                                                        |          |                        |
| 4 | 4   | "Faria Tudo Outra Vez"                                                 | Floresta | 22 de abril de 2013    |
| Chega ao fim a seleção dos vídeos, de onde apenas 100 candidatas das 4 mil inscritas são escolhidas e informadas que terão que comparecer ao Estúdio Midas para uma audição cara-a-cara. As garotas do Rouge gravam uma segunda canção contando a história delas até ali, a faixa "Tudo Outra Vez". A integrante Lissah Martins se sente incomodada por não ter participado da composição e criação das faixas e pelas partes estarem mal divididas por Rick Bonadio entre elas. O grupo então resolve dividir as estrofes por conta própria e gravam a canção. |     |                                                                        |          |                        |
| 5 | 5   | "Começa a Segunda Etapa para Seleção da Nova Girl Band"                | Floresta | 29 de abril de 2013    |
| É iniciada a segunda fase para escolha da nova girl band com o primeiro grupo formado de 26 meninas das 100 selecionadas. As candidatas passam por uma audição no Estúdio Midas de dança e outra de vocal com uma música de livre escolha sob os olhos dos jurados: o produtor Rick Bonadio, a coreografa Paula Peixoto e o diretor de marketing Hélio Leite. Luka Salomão Hélio começam a preparar um show particular do NX Zero dentro do estúdio para o fã clube. Wanessa ensaia para seu próximo álbum. |     |                                                                        |          |                        |
| 6 | 6   | "Fiuk e Thiaguinho e Mais Seleção da Nova Girl Band"                   | Floresta | 6 de maio de 2013      |
| O segundo grupo de meninas passa pela audição da segunda fase com os jurados. Fiuk e Thiaguinho compõe e gravam a canção "Eu Não Sou Normal". |     |                                                                        |          |                        |
| 7 | 7   | "Manu Gavassi e Mais Girl Band"                                        | Floresta | 13 de maio de 2013     |
| O terceiro grupo de selecionadas passa pela audição da segunda fase. Manu Gavassi grava a canção "Cicatriz". |     |                                                                        |          |                        |
| 8 | 8   | "Eduardo Sterblitch e fim da segunda etapa em busca da girl band"      | Floresta | 20 de maio de 2013     |
| O último grupo de garotas passa pela audição da etapa de seleção, finalizando as 25 selecionadas ao todo. Eduardo Sterblitch leva a canção que compos, "#HashTag", para Rick Bonadio ajuda-lo a finalizar a letra. Di Ferrero e Manu Gavassi gravam a canção de Eduardo. |     |                                                                        |          |                        |
| 9 | 9   | "Setlist NXZero / Nova etapa da seleção da girl band"                  | Floresta | 27 de maio de 2013     |
| Luka Salomão e Hélio Leite conversam com 25 candidatas para a girl band durante um café da manhã. A partir das informações retiradas delas, as garotas são dividida em cinco grupos com cinco participantes em cada condizentes com suas personalidades – Princesinha, Moleca, Guerreira, Sexy e Surpresa. Luka prepara o show privado do NX Zero no Estúdio Midas para os vencedores de uma promoção, porém outros fãs da banda aparecem na frente no local pedindo para também assistir a apresentação e um conflito se forma entre as duas fan-bases. |     |                                                                        |          |                        |
| 10 | 10  | "Planta e Raiz e mais uma etapa de seleção da girl band"               | Floresta | 3 de junho de 2013     |
| Durante o décimo episódio as garotas passaram por um treinamento vocal da professora de canto Magali Mussi e tiveram algumas horas para aprender a letra da canção inédita "Monkey See Monkey Do" para grava-la em estúdio sob a avaliação de Magali e Rick. A banda de reggae Planta e Raiz grava o novo disco no estúdio. |     |                                                                        |          |                        |
| 11 | 11  | "Workshop com Fátima Toledo / Fiuk e Rappin' Hood"                     | Floresta | 10 de junho de 2013    |
| As candidatas à girl band passaram por um workshop de expressão corporal com a preparadora de elenco Fátima Toledo, onde fizeram um treinamentos condizente com o tema dos grupos, tendo como objetivo tirar de cada uma o que elas tinha de melhor e melhorar o modo de se expressar. Fiuk grava a canção "Pra Começar" com o rapper Rappin Hood. |     |                                                                        |          |                        |
| 12 | 12  | "Workshop de Presença Corporal / Homenagem aos Mamonas Assassinas"     | Floresta | 17 de junho de 2013    |
| As selecionadas passam por uma aula intensiva de dança com a coreografa Paula Peixoto e ensaiaram uma coreografia em grupo, de "Monkey See Monkey Do", e outra individual. Ana Paula, irmã do falecido músico Julio, tecladista do Mamonas Assassinas, leva para Rick Bonadio o caderno de composição antigo da banda com a letra de uma música inédita nunca revelada. Rick e Luka Salomão tem uma séria conversa sobre as responsabilidades do trabalho. Rick convida os funcionários do Midas, os integrantes do NX Zero e a cantora Negra Li para um happy hour em sua casa. |     |                                                                        |          |                        |
| 13 | 13  | "Aula de rap com Negra Li"                                             | Floresta | 24 de junho de 2013    |
| As selecionadas para a girl band passam por um treinamento vocal focado no rap com a cantora Negra Li e entram em estúdio para gravar novamente a faixa "Monkey See Monkey Do" de forma profissional, além de uma faixa acústica de livre escolha. A banda Contra as Nuvens vai até o estúdio para conversar com Rick. |     |                                                                        |          |                        |
| 14 | 14  | "A Inédita dos Mamonas Assassinas"                                     | Floresta | 1 de julho de 2013     |
| A banda Contra as Nuvens e o cantor Falcão gravam uma música inédita composta pelos integrantes do Mamonas Assassinas. Gee Rocha e Daniel Weksler, integrantes do NX Zero se juntam a Rick Bonadio para produzir a faixa. |     |                                                                        |          |                        |
| 15 | 15  | "Teste de vídeo / Manu Gavassi"                                        | Floresta | 81 de julho de 2013    |
| As semifinalistas da girl band passam por um teste de vídeo com o diretor Hugo Prata. Manu Gavassi escolhe o figurino de seu novo videoclipe. |     |                                                                        |          |                        |
| 16 | 16  | "Nx Zero e Sambô / Teste de fotogenia"                                 | Floresta | 15 de julho de 2013    |
| As semifinalistas realizaram um ensaio fotográfico nas ruas de São Paulo com o fotógrafo Higor Bastos. A estilista Malena Russo escolhe os figurinos das garotas acordo com a personalidade própria de cada uma. O grupo Sambô regrava a canção "Ligação", do NX Zero. |     |                                                                        |          |                        |
| 17 | 17  | "Banda Marília Gabriela / Eliminação na disputa por vaga na girl band" | Floresta | 22 de julho de 2013    |
| Rick se reúne com cada uma das dez semifinalistas e decide quem serão as 8 finalistas para a etapa final da seleção para o novo grupo. A banda Marília Gabriela vai até o Estúdio Midas apresentar sua música e acaba assinando um contrato com a gravadora de Rick. |     |                                                                        |          |                        |
| 18 | 18  | "Etapa final de seleção da girl band"                                  | Floresta | 29 de julho de 2013    |
| As finalistas retornaram ao Estúdio Midas depois de alguns meses se dedicando a melhorar as metas que receberam de Rick Bonadio e conheceram o presidente da Sony Music Brasil, Alexandre Schiavi, além de gravarem a canção inédita "Acenda a Luz". |     |                                                                        |          |                        |
| 19 | 19  | "A Escolha da Girlband"                                                | Floresta | 5 de agosto de 2013    |
| Na etapa final da escolha das integrantes da girl band, as finalistas se apresentaram pela primeira vez juntas no palco de um teatro em forma de um pocket show para os jurados finais, misturadas em combinações diferentes de cinco garotas. No fim as escolhidas foram Ani Monjardim, Bruna Rocha, Caroline Ferreira, Jennifer Nascimento e Natascha Piva, que formaram o grupo Girls. |     |                                                                        |          |                        |
| 20 | 20  | "Transformação, make up, cabelo, fotos, gravação do CD"                | Floresta | 12 de agosto de 2013   |
| O recém-formado grupo Girls passa por um processo de transformação visual com o cabeleireiro Celso Kamura, o estilista Walério Araújo e o consultor de estilo Yan Acioli, além de tratamentos de pele e dental. As garotas também realizam o primeiro ensaio fotográfico para o encarte do disco com o fotógrafo Thomas Susemihl e começam o processo de gravação do trabalho. |     |                                                                        |          |                        |
| 21 | 21  | "Gravação do clipe de 'Monkey See, Monkey Do' / P9 visita o Midas"     | Floresta | 19 de agosto de 2013   |
| As Girls gravam o primeiro videoclipe da carreira com o diretor Alex Miranda para o single promocional "Monkey See Monkey Do", contando com a participação do rapper Aggro Santos. O grupo P9 grava um remix da canção "Love You in Those Jeans" junto com Rick Bonadio e o estadunidense Vênus Brown, produtor de Fergie e Justin Timberlake. |     |                                                                        |          |                        |
| 22 | 22  | "Luiza Possi e Projota / Media Trainning das Girls"                    | Floresta | 26 de agosto de 2013   |
| Luiza Possi e Projota gravam a canção "Letra e Música", primeiro single do novo álbum da cantora. As garotas do Girls ensaiam para seu primeiro show no Z Festival, além de passarem por uma orientação de media trainning com a jornalista Karol Pinheiro para saber o que se deve ou não falar em uma entrevista e o modo de responder as perguntas. Além disso a jornalista convida-as para cantarem no No Capricho Festival. |     |                                                                        |          |                        |
| 23 | 23  | "Lágrimas marcam estreia da música 'Acenda a luz' no rádio"            | Floresta | 2 de setembro de 2013  |
| As integrantes do Girls vão até a rádio Metropolitana lançar seu primeiro single oficial, "Acenda a Luz", ouvindo pela primeira vez a música finalizada e desabando em lágrimas de emoção. O personal stylist Yan Acioli explica como escolheu os figurinos para o grupo e o diretor de marketing Hélio Leite mostra os ícones de personalidade criado para cada uma delas. Rick Bonadio mostra para as garotas o álbum delas finalizado em mãos. O Estúdio Midas recebe a visita do músico-humorista Homem Suvaco e convida outro artista do gênero, Layon Man, para gravar com ele. A banda feminina de forró Toque de Menina vai até a produtora se apresentar para Rick sem prévio aviso. |     |                                                                        |          |                        |
| 24 | 24  | "Euforia no primeiro show da Girls"                                    | Floresta | 9 de setembro de 2013  |
| Chega o dia do primeiro show das Girls, realizado no Z Festival. A banda NXZero ensaia para um show acústico. |     |                                                                        |          |                        |
| 25 | 25  | "Girls gravam o clipe de 'Acenda a Luz'"                               | Floresta | 16 de setembro de 2013 |
| As garotas do Girls gravam o videoclipe de "Acenda a Luz" com o diretor Alex Miranda. Além disso o grupo se apresenta na escola de samba GRCSES Império de Casa Verde, mesclando pela primeira vez no Brasil um grupo pop em um local de samba. MC Judson grava a canção "Melão Grandão". |     |                                                                        |          |                        |
| 26 | 26  | "TBA"                                                                  | Floresta | 23 de setembro de 2013 |